# Ghotala, Basavakalyan
Ghotala là một làng thuộc tehsil Basavakalyan, huyện Bidar, bang Karnataka, Ấn Độ.